# Aartsbisdom Cartagena
Het aartsbisdom Cartagena (Latijn: Archidioecesis Carthaginensis in Columbia) is een rooms-katholiek aartsbisdom met als zetel Cartagena, in Colombia. De aartsbisschop van Cartagena is metropoliet van de kerkprovincie Cartagena, waartoe ook de volgende suffragane bisdommen behoren:
- Magangué
- Montelibano
- Montería
- Sincelejo

## Geschiedenis
Het aartsbisdom werd opgericht op 24 april 1534, als bisdom Cartagena, uit delen van het bisdom Panamá, en was suffragaan aan het aartsbisdom Sevilla. Op 12 februari 1546 veranderde het van kerkprovincie en werd suffragaan aan het aartsbisdom Santo Domingo. Op 22 maart 1564 veranderde het nogmaals van kerkprovincie en werd suffragaan aan het aartsbisdom Santafé en Nueva Granada. Op 20 juni 1900 werd het verheven tot metropolitaan aartsbisdom. 

## Parochies
Het aartsbisdom had in 2021 een oppervlakte van 8.200 km2 en telde 1.510.260 inwoners waarvan 80,2% rooms-katholiek was.

## Ordinarii

### Bisschoppen
- Tomás de Toro (24 april 1534 - 1536)
- Jerónimo de Loaysa (5 december 1537 - 13 mei 1541)
- Francisco de Santa María Benavides Velasco (20 juli 1541 - 17 juli 1550)
- Gregorio de Beteta (28 juni 1552 - 1556)
- Juan Simancas Simancas (5 december 1561 - 1570)
- Pedro Arévalos (18 mei 1571 - 1572)
- Dionisio de Santos (25 juni 1574 - 9 september 1577)
- Juan Montalvo (6 oktober 1578 - 10 september 1586)
- Antonio de Hervias (28 september 1587 - 1590)
- Juan de Labrada (29 januari 1597 - 22 juli 1613)
- Pedro Vega (6 oktober 1614 - 17 juni 1616)
- Diego Torres Altamirano (26 juni 1617 - 10 december 1621)
- Francisco Sotomayor (22 mei 1623 - 18 december 1623)
- Diego Ramirez de Cepeda (15 juli 1624 - 1629)
- Luis Córdoba Ronquillo (9 september 1630 - 13 augustus 1640)
- Cristóbal Pérez Lazarraga y Maneli Viana (8 oktober 1640 - 18 februari 1649)
- Francisco Rodríguez de Valcárcel (28 juni 1649 - 18 juni 1651)
- Garcia Ruiz Cabezas (27 juni 1654 - 1658)
- Antonio Sanz Lozano (10 november 1659 - 19 augustus 1680)
- Miguel Antonio de Benavides y Piedrola (3 maart 1681 - februari 1713)
- Antonio María Casiani (17 september 1714 - 25 november 1717)
- Juan Francisco Gómez Calleja (15 april 1720 - 19 november 1725)
- Manuel Antonio Gómez de Silva (20 februari 1726 - 20 september 1728)
- Juan Francisco Gómez Calleja (20 september 1728 - 1729)
- Gregorio de Molleda y Clerque (3 augustus 1729 - 19 december 1740)
- Diego Martínez y Garrido (6 maart 1741 - 22 augustus 1746)
- Bernardo de Arbizu y Ugarte (28 november 1746 - 15 november 1751)
- Bartolomé de Narváez y Berrio (20 december 1751 - 6 februari 1754)
- Jacinto Aguado y Chacón ( 1754 - 17 februari 1755)
- Manuel de Sosa y Béthencourt (17 november 1755 - 22 april 1765)
- Diego Bernardo de Peredo y Navarrete (9 december 1765 - 22 juni 1772)
- Agustín de Alvarado y Castillo (7 september 1772 - 13 maart 1775)
- Blas Manuel Sobrino y Minayo (13 maart 1775 - 16 december 1776)
- José Díaz de Lamadrid (28 juli 1777 - 3 december 1792)
- Miguel Álvarez Cortés (3 december 1792 - 22 september 1795)
- Jerónimo Gómez de Liñán de la Borda (27 juni 1796 - 30 september 1805)
- Custodio Angel Díaz Merino (26 augustus 1806 - 12 januari 1815)
- Gregorio Rodríguez Carrillo (8 maart 1816 - 12 maart 1828)
- Juan Fernández de Sotomayor y Picón (29 april 1831 - 29 maart 1849)
- Pedro Antonio Torres (20 mei 1850 - 20 december 1853)
- Bernardino Medina y Moreno (16 februari 1856 - 26 maart 1877)
- Juan Nepomuceno Rueda Rueda (21 september 1877 - 12 september 1878)
- Manuel Cerón (28 februari 1879 - 9 mei 1880)
- Eugenio Biffi (7 februari 1882 - 8 november 1896)

### Aartsbisschoppen
- Pedro Adán Brioschi (15 februari 1898 - 13 november 1943)
- José Ignacio López Umaña (13 november 1943 - 3 oktober 1974; coadjutor sinds 15 maart 1942)
  - Tulio Botero Salazar (hulpbisschop: 7 mei 1949 - 1 mei 1952)
  - Germán Villa Gaviria (hulpbisschop: 10 november 1956 - 3 februari 1959)
  - Alfonso Uribe Jaramillo (hulpbisschop: 25 juni 1963 - 6 april 1968)
  - Félix María Torres Parra (hulpbisschop: 4 juni 1966 - mei 1967)
- Rubén Isaza Restrepo (3 oktober 1974 - 15 maart 1983; coadjutor sinds 20 april 1967, hulpbisschop 18 december 1952 - 4 november 1956)
- Carlos José Ruiseco Vieira (23 september 1983 - 24 oktober 2005)
  - Ismael Rueda Sierra (hulpbisschop: 20 december 2000 - 27 juni 2003)
- Jorge Enrique Jiménez Carvajal (24 oktober 2005 - 25 maart 2021; coadjutor sinds 6 februari 2004)
- Francisco Javier Múnera Correa (25 maart 2021 - heden)

## Galerij van afbeeldingen

Wapen van het aartsbisdom Cartagena

Cartagena (aartsbisdom) · Magangué · Montelíbano · Montería · Sincelejo